# Nizina-Gletscher
Der Nizina-Gletscher ist ein Gletscher an der Südflanke der Wrangell Mountains in Alaska (USA).
Der Nizina-Gletscher bildet den untersten Abschnitt eines Gletschersystems östlich des Regal Mountain. Der 2,6 km breite Nizina-Gletscher entsteht durch die Vereinigung von Rohn- (links) und Regal-Gletscher (rechts) auf einer Höhe von etwa 1050 m. Der Gletscher strömt in südsüdöstlicher Richtung und endet nach 9,3 Kilometern an einem Gletscherrandsee, der vom Nizina River entwässert wird. Die Gletscherzunge des Nizina-Gletschers ist im Rückzug begriffen.